# Амарі Траоре
Амарі Траоре́ (фр. Hamari Traoré; нар. 27 січня 1992, Бамако, Малі) — малійський футболіст, захисник клубу «Реал Сосьєдад».

## Клубна кар'єра
Вихованець малійської школи «Академія ЖМГ». У 2012 переїхав до Франції та дебютував у дорослому футболі виступами за команду «Париж» з третього дивізіону.
2013 року уклав контракт з клубом «Льєрс», у складі якого провів наступні два роки своєї кар'єри гравця. Більшість часу, проведеного у складі «Льєрса», був основним гравцем захисту команди.
17 липня 2015 перейшов до «Реймса». Був основним захисником клубу та під час виступів за клуб вперше отримав виклик до національної збірної Малі. За підсумками сезону 2015/16 «Реймс» опустився до Ліги 2, і наступний сезон Траоре провів у другій за силою лізі.
До складу клубу «Ренн» приєднався влітку 2017 року за 2,4 мільйона євро. У бретонському клубі виграв кубок Франції 2018/19 та дебютував у Лізі Європи.

## Виступи за збірну
2015 року дебютував в офіційних матчах у складі національної збірної Малі.
У складі збірної був учасником Кубка африканських націй 2017 року у Габоні.

## Титули і досягнення
- Володар Кубка Франції (1):

«Ренн»: 2018-19